# Vole au vent (schip)
De Vole au vent is een offshore jack-up installatieschip gemaakt door de Belgische Jan De Nul Group. 